# Луще
Луще (пол. Łuszcze) — село в Польщі, у гміні Чижі Гайнівського повіту Підляського воєводства.
Населення — 36 осіб (2011).
У 1975-1998 роках село належало до Білостоцького воєводства.

## Демографія
Демографічна структура станом на 31 березня 2011 року:
|          | Загалом | Допрацездатний вік | Працездатний вік | Постпрацездатний вік |
| -------- | ------- | ------------------ | ---------------- | -------------------- |
| Чоловіки | 17      | 2                  | 8                | 7                    |
| Жінки    | 19      | 3                  | 8                | 8                    |
| Разом    | 36      | 5                  | 16               | 15                   |